# Marjan Maruszczak
Marjan Osypowicz Maruszczak, ukr. Мар'ян Осипович Марущак (ur. 10 maja 1979 w Drohobyczu, w obwodzie lwowskim) – ukraiński piłkarz, grający na pozycji bramkarza.

## Kariera piłkarska
13 maja 1996 rozpoczął karierę piłkarską w drugoligowym klubie FK Lwów, skąd przeszedł do Dynama Kijów. Podstawowym bramkarzem Dynama w te czasy był Ołeksandr Szowkowski, dlatego bronił bramkę drugiej drużyny. Krótko występował w klubach Zakarpattia Użhorod, Obołoń Kijów, Krywbas Krzywy Róg i Worskła Połtawa. W latach 2004–2006 był podstawowym bramkarzem drugoligowego klubu CSKA Kijów. Od sezonu 2006/07 bronił barw FK Lwów. W lipcu 2010 został piłkarzem PFK Sewastopol. W lutym 2011 jako wolny agent przeszedł do Arsenału Biała Cerkiew.

### Kariera reprezentacyjna
W 2000 występował w młodzieżowej drużynie Ukrainy.

## Sukcesy i odznaczenia

### Sukcesy klubowe
- wicemistrz Pierwszej Lihi: 2007/08